# Batman contro Jack lo squartatore
Batman contro Jack lo squartatore (Batman: Gotham by Gaslight) è un film d'animazione del 2018 diretto da Sam Liu. Basato sull'omonimo one-shot iniziatore della serie Elseworlds, il film è stato prodotto dalla Warner Bros. Animation e DC Entertainment e distribuito dalla Warner Bros. Home Entertainment; è il trentunesimo film del DC Universe Animated Original Movies.

## Trama
Nell'era vittoriana di Gotham City Bruce Wayne opera come il vigilante vestito da pipistrello, Batman, che è temuto da tutti.
Una notte Batman salva una coppia benestante dall'essere derubata da tre orfani (Dickie, Jason e Timmy) e sconfigge il loro abusivo gestore, Big Bill Dust. Allo stesso tempo Ivy, un'orfana trasformata in ballerina esotica e prostituta, diventa la nuova vittima del misterioso serial killer chiamato "Jack lo squartatore", che uccide spietatamente le donne povere e indigenti di Gotham.
I cittadini di Gotham credono che Batman e Jack siano lo stesso uomo. L'attrice teatrale Selina Kyle, una protettrice delle donne di "Skinner's End", rimprovera il commissario della polizia di Gotham James Gordon e il capo della polizia Harvey "Bulldog" Bullock per la loro incapacità di fermare gli omicidi dello Squartatore. Più tardi, quella notte, Selina agisce come esca per lo squartatore. Funziona, ma lo squartatore prende il sopravvento durante il loro combattimento fino all'arrivo di Batman. Dopo essere fuggito Batman chiede a Gordon di aiutarlo ad arrestare lo Squartatore.
Al Monarch Theatre con il suo amico Harvey Dent, Bruce incontra Selina e i due legano al Dionysus Club. Bruce si rende conto che non solo sono stati accolti entrambi da suor Leslie, ma che alcune delle ragazze assassinate erano orfane precedentemente affidate a Leslie. Bruce si rende conto che lo Squartatore prenderà di mira Leslie e si precipita a salvarla, ma è troppo tardi; lo squartatore l'ha già uccisa. Sulla scena del crimine Bruce trova una spilla insanguinata del Dionysus Club, il che significa che lo Squartatore deve essere uno dei ricchi di Gotham. Al funerale di Suor Leslie, Bruce viene avvicinato da Hugo Strange, che sostiene di conoscere l'assassino e di volere incontrare Batman. Bruce incontra anche Marlene, una vecchia ubriaca che afferma di averlo visto sgattaiolare in giro quando Sorella Leslie fu uccisa. Il maggiordomo di Bruce, Alfred, impedisce ai tre orfani di prenderlo in giro e si offre di dare loro un lavoro.
All'Arkham Asylum lo Squartatore attacca Strange e lo lancia ai suoi stessi pazienti, che lo fanno a pezzi. Batman insegue lo Squartatore in cima a un dirigibile in un combattimento che lascia Batman ferito mentre il dirigibile esplode e lo Squartatore fugge di nuovo. Batman viene inseguito dalla polizia, ma viene salvato da Selina. Dopo avere capito che Batman è Bruce lo porta a casa sua, dove trascorrono la notte. Dopo la scoperta della morte di Marlene Bruce viene arrestato e Dent, geloso dell'affetto di Selina, lo accusa di essere lo Squartatore.
Condannato al penitenziario di Blackgate dopo il processo, Bruce viene accolto da Selina, che lo esorta a rivelare di essere Batman per scagionarlo dall'accusa. Quando rifiuta decide di dirlo a Gordon, rivelando che ha uno dei suoi batarang. Corrompendo una guardia per consegnare un messaggio in codice al suo maniero, Bruce fugge dopo avere organizzato una rissa in prigione e incontra gli orfani, che gli consegnano il suo costume e una moto.
Selina incontra Gordon alla fiera mondiale di Gotham City e apprende con orrore che è lo Squartatore. Mentre cerca Selina a casa di Gordon, Batman lo scopre quando trova una stanza segreta che rivela i raccapriccianti hobby di Gordon e il passato come chirurgo dell'esercito durante la guerra civile americana. Batman incontra anche la moglie e complice di Gordon, Barbara-Eileen Gordon, con cicatrici sul lato sinistro del viso che l'hanno resa pazza, lodando il marito per "avere curato" i suoi peccati come donna. Gordon inietta a Selina una droga, ma riesce a usare il suo sangue e il proiettore della Fiera per dare un segnale a Batman.
Batman arriva e combatte Gordon su una ruota panoramica, dove Gordon, impazzito dal suo tempo nella guerra civile, rivela che la sua "opera sacra" è liberare Gotham da ciò che vede come sporcizia (dai poveri ai criminali, ma anche immigrati, analfabeti, prostitute e anarchici). La ruota panoramica prende fuoco e inizia a crollare. Selina sfugge alla ruota in fiamme, mentre Batman sconfigge Gordon usando un trucco con le manette, solo per guardare Gordon che si fa bruciare vivo di sua volontà. Batman e Selina vengono salvati da Alfred e dagli orfani, che ora sono i reparti di Bruce Wayne. Mentre scappano guardano mentre la Fiera del Mondo bruciare e sperano che venga sostituita con qualcosa di meglio.

## Accoglienza

### Critica
Julian Romano di MovieWeb ha dato al film una recensione positiva, arrivando al punto di dire che "si colloca tra i migliori del DC Animated Universe". Dice che il film supera Batman: The Killing Joke, facendo un lavoro migliore nell'adattare il materiale originale, elogiando lo sceneggiatore Jim Krieg e il regista Sam Liu, per il loro approccio intelligente. Prende atto della classificazione R e riconosce che, sebbene il film non sia adatto a un pubblico più giovane e presenti violenza e linguaggio volgare, non è gratuito.
Will Romine a Bleeding Cool ha dato al film 9/10.
Joshua Yehl di IGN ha assegnato al film 6,5/10.
Kayti Burt di Den of Geek ha dato al film 2,5/5, elogiando il cast vocale e descrivendolo come "un horror whodunnit di classe R con una svolta..." e che "non è così intelligente come vorrebbe essere, ma è abbastanza intelligente".
Sul sito web di aggregazione di recensioni Rotten Tomatoes, il film ha un indice di gradimento del 75%, basato sulle recensioni di 12 critici, con una valutazione media di 6,6/10.

### Dati di vendita
Il film ha guadagnato $ 1.119.861 dalle vendite di DVD e $ 3.550.660 dalle vendite di Blu-ray, portando i suoi guadagni totali di home video domestici nordamericani a $ 4.670.521.

## Riconoscimenti
- 2019 - Motion Picture Sound Editors
  - Candidatura al Golden Reel Award per il miglior montaggio sonoro negli effetti sonori per un film d'animazione